# Бжеґ (Поддембицький повіт)
Бжеґ (пол. Brzeg) — село в Польщі, у гміні Пенчнев Поддембицького повіту Лодзинського воєводства.
Населення — 310 осіб (2011).
У 1975—1998 роках село належало до Серадзького воєводства.

## Демографія
Демографічна структура станом на 31 березня 2011 року:
|          | Загалом | Допрацездатний вік | Працездатний вік | Постпрацездатний вік |
| -------- | ------- | ------------------ | ---------------- | -------------------- |
| Чоловіки | 162     | 40                 | 105              | 17                   |
| Жінки    | 148     | 28                 | 79               | 41                   |
| Разом    | 310     | 68                 | 184              | 58                   |